# Non sono Celentano! Voglio essere me
Non sono Celentano! Voglio essere me è un album del cantante Gino Santercole pubblicato nel 2018, solo in formato LP e download digitale, dalla Plaza Mayor Company.

## Tracce
Lato A
1. Certi giorni (G. Santercole, A. Zeppieri)
2. Se fossi Frank Sinatra (G. Santercole, A. Zeppieri)
3. Come mai? (Tell me why) (G. Santercole, A. Zeppieri)
4. Amo Sylvie Vartan (G. Santercole, A. Zeppieri)
5. Straordinariamente (feat. Abbey Town Jazz Orchestra) (G. Santercole, L. Beretta)

Lato B
1. Io so chi sei, Melù (G. Santercole, A. Zeppieri)
2. Non resisto più (Hello, goodbye) (G. Santercole, A. Zeppieri)
3. Amo stare al sud (G. Santercole, A. Zeppieri)
4. Una carezza in un pugno (feat. Quartetto Z.) (G. Santercole, L. Beretta, M. Del Prete)